# Harbu Darbu
«Harbu Darbu» (en hebreo: «חרבו דרבו») es una canción del dúo musical israelí Ness y Stilla. La canción alcanzó el puesto número 1 en las plataformas de streaming en Israel en noviembre de 2023. El título de la canción se refiere a "llover el infierno sobre el oponente", y se deriva de una expresión árabe que significa "ataque de guerra" o "caos".  La letra de la canción apoya a los soldados de las Fuerzas de Defensa de Israel y condena a los autores del ataque de Hamás a Israel, pidiendo la muerte de los líderes de Hamás, así como de las celebridades occidentales Bella Hadid, Mia Khalifa y Dua Lipa, que anteriormente habían declarado una postura «anti-israelí» . El sencillo fue lanzado el 14 de noviembre de 2023, poco más de un mes después de los ataques, y apareció en la emisora de radio Galgalatz. Algunos críticos dijeron que la canción incita al genocidio.

## Antecedentes
El dúo musical israelí Ness y Stilla se formó en 2023 y tuvo un exitoso sencillo debut en abril de 2023 con "Tik Katan" (en español: Cartera Pequeña).  La grabación de Harbu Darbu comenzó un mes después del ataque de octubre dirigido por Hamás contra Israel.Ness (Nessya Levi) y Stilla (Dor Soroker) dijeron que escribieron "Harbu Darbu" para elevar la moral del pueblo israelí y decidieron que era "hora de reemplazar la tristeza por la ira".
El nombre de la canción es una distorsión del árabe sirio حرب وضرب, que significa "caos", "ataque de guerra" o "espadas y golpes". En hebreo, la frase evolucionó a través de la jerga criminal y significa "destruir a un enemigo" o "hacer llover el infierno sobre el oponente".En una publicación en Instagram, Soroker y Levi escribieron: "Estamos de vuelta en el estudio. Este es el resultado. Esta canción no es realmente una canción nuestra, esta canción es de ustedes, de todos los luchadores, las luchadoras y las fuerzas de seguridad de todo el mundo. El país ha estado dando su corazón y su alma por todos nosotros. Esta canción es tuya y sólo tuya y debes conocerla bien: a cada perro le llega su día".

## Música y letras
"Harbu Darbu" es una canción trap, típica del hip hop israelí, con un ritmo minimalista. Los vocalistas Stilla y Ness intercambian versos en la canción.
Como un himno patriótico, "Harbu Darbu" elogia a los soldados de las Fuerzas de Defensa de Israel (FDI).  El coro de la canción es un pase de lista de unidades de las FDI, incluidas la Brigada Golani, la Brigada Nahal, el Cuerpo Blindado, la Brigada Givati, la Armada israelí, la Fuerza Aérea Israelí, el Cuerpo de Artillería y la Brigada de Paracaidistas, la Unidad Duvdevan y el transporte blindado de personal M113. En un verso de Ness, ella rapea sobre cómo todas las chicas tienen sus ojos puestos en los soldados y comenta cómo incluso el "chico de las noticias" está empezando a verse guapo, en referencia al presentador de televisión Danny Kushmaro.La canción recomienda escribir en los proyectiles de las bombas los nombres de los niños israelíes que murieron en los alrededores de Gaza. Otro verso dice que el lema "Palestina libre" suena como una oferta de fin de año.
"Harbu Darbu" condena a los autores del ataque de Hamás contra Israel y pide venganza contra cualquiera que lo haya planeado, ejecutado o apoyado. Le dice al pueblo de Gaza que "espere a que llueven [bombas] sobre usted como si fuera una deuda", y un verso se refiere a Hamás como "hijos de Amalek", haciéndose eco de la declaración del Primer Ministro Benjamín Netanyahu tras el ataque, diciendo que  Los israelíes estaban "comprometidos a eliminar completamente este mal (los Hamás) del mundo", añadiendo: "Debéis recordar lo que Amalek os ha hecho, lo dice nuestra Santa Biblia, y nosotros lo recordamos".La letra pide que se "eliminen" a los enemigos, utilizando la frase "a cada perro le llega su día" en árabe, transmitiendo la idea de que los malhechores en algún momento enfrentarán consecuencias.Luego, la canción nombra una serie de enemigos, comenzando con el secretario general de Hezbolá, Hassan Nasrallah, el líder de Hamás, Ismail Haniyeh, y el comandante militar de Hamás, Mohammed Deif.La canción continúa pidiendo la muerte de las celebridades occidentales Bella Hadid, Dua Lipa y Mia Khalifa, quienes expresaron solidaridad con el pueblo palestino y criticaron a Israel.

## Recepción crítica
Una reseña de "Harbu Darbu" en The Times of Israel encontró que la canción "encapsula un sentimiento de furia justa" tras el ataque liderado por Hamás del mes anterior, mientras que un artículo en The Jerusalem Post la llamó una "melodía de rap enojada". Ynet la llamó una "trampa contagiosa", mientras que Dor Meir Moalem de Mako escribió que la canción podría tener un mejor gancho.Un artículo en The Forward calificó a la canción como un "grito de guerra de línea dura". La canción apareció en la estación de radio Galgalatz como parte del programa Nuevo e Interesante de Ido Porat. La profesora de estudios de Israel Shayna Weiss dijo que la ira y la política extrema de la canción se alejan de las canciones tristes que tradicionalmente se reproducen en la radio durante tiempos de conflicto, siendo "Harbu Darbu" una "manifestación en torno a la bandera, el himno sionista" más típico de la Intifada de Al-Aqsa.En el mundo árabe, la canción causó indignación, y Al Jazeera English y Middle East Eye dijeron que esta apoyaba el genocidio. La revista Billboard incluyó "Harbu Darbu" en una lista de reproducción de música Janucá, comparándola con las actuaciones de Leonard Cohen para las FDI durante la guerra de Yom Kipur de 1973.

| miakhalifa   | Twitter |
| @Mia Khalifa |         |

             Y'all that song calling for the IDF to kill me, Bella, and Dua is over a DRILL beat, they can't even call for genocide in their own culture, they had to colonize something to get it to #1
         

            Esa canción que pide que las Fuerzas de Israel me maten a mí, a Bella y a Dua está por encima del ritmo de DRILL, ni siquiera pueden pedir genocidio en su propia cultura, tuvieron que colonizar algo para lograr llevarlo al número uno
        

        2 de diciembre de 2023

Mia Khalifa criticó el uso de un ritmo drill en la canción y escribió: "Ni siquiera pueden pedir genocidio en su propia cultura, tuvieron que colonizar algo para llevarlo al número uno".Stilla respondió a Khalifa, llamándola "idiota". Un comunicado del dúo decía: "Estamos felices por el revuelo que la canción está generando en todo el mundo, que todos sepan y recuerden que somos una nación fuerte, un ejército fuerte y, lo más importante, que todos reciben lo que merecen".

## Video musical
El 14 de noviembre de 2023 se lanzó el vídeo musical de "Harbu Darbu" junto con el sencillo. El vídeo, dirigido por Omer Aloni, presenta a los dos músicos con "ropa informal a la moda" en varios lugares urbanos y desérticos, incluido el estacionamiento de un almacén y un club. Durante el vídeo, aviones de combate vuelan en formación.Ness y Stilla interpretaron la canción en vivo para los soldados de las Fuerzas de Defensa de Israel.

## Listas
Hasta febrero de 2023, "Harbu Darbu" ha recibido más de 17 millones de visitas en YouTube y millones adicionales en Spotify.La canción alcanzó el puesto número 1 en la lista de éxitos Mako de Israel, que se reproduce en plataformas de streaming y radio.También fue la canción más popular en las plataformas de streaming en Israel, incluidas YouTube y Spotify.Los vídeos de israelíes de la Generación Z bailando y haciendo playback con "Harbu Darbu" se volvieron virales en TikTok.
| País   | Listados (2023) | Posición más alta |
| ------ | --------------- | ----------------- |
| Israel | Media Forest    | 8                 |
| Israel | Mako Hit List   | 1                 |
| Israel | he              | 1                 |